# Lijst van voetbalinterlands Nigeria - Togo
Deze lijst van voetbalinterlands is een overzicht van alle officiële voetbalwedstrijden tussen de nationale teams van Nigeria en Togo. De landen hebben tot op heden veertien keer tegen elkaar gespeeld. De eerste ontmoeting, een kwalificatiewedstrijd voor de Afrikaanse Spelen 1965, vond plaats op 27 december 1964 in Lagos. Het laatste duel, een kwalificatiewedstrijd voor het African Championship of Nations 2020, werd gespeeld in Lagos op 19 oktober 2019.

## Wedstrijden
| №  | Plaats  | Datum             | Competitie                                        | Wedstrijd      | Uitslag |
| -- | ------- | ----------------- | ------------------------------------------------- | -------------- | ------- |
| 1  | Lagos   | 27 december 1964  | Afrikaanse Spelen 1965 kwalificatie               | Nigeria − Togo | 1 − 2   |
| 2  | Lomé    | 6 maart 1966      | Vriendschappelijk                                 | Togo − Nigeria | 0 − 1   |
| 3  | Lagos   | 9 april 1966      | Vriendschappelijk                                 | Nigeria − Togo | 1 − 1   |
| 4  | Lomé    | 2 april 1967      | Afrika Cup 1968 kwalificatie                      | Togo − Nigeria | 1 − 0   |
| 5  | Lagos   | 15 april 1967     | Afrika Cup 1968 kwalificatie                      | Nigeria − Togo | 4 − 2   |
| 6  | Dakar   | 23 april 1975     | Vriendschappelijk                                 | Nigeria − Togo | 1 − 0   |
| 7  | Lomé    | 13 juni 1980      | Vriendschappelijk                                 | Togo − Nigeria | 0 − 1   |
| 8  | Abidjan | 16 december 1983  | Vriendschappelijk                                 | Togo − Nigeria | 5 − 2   |
| 9  | Lagos   | 28 maart 1987     | Afrika Cup 1988 kwalificatie                      | Nigeria − Togo | 2 − 0   |
| 10 | Lomé    | 12 april 1987     | Afrika Cup 1988 kwalificatie                      | Togo − Nigeria | 1 − 1   |
| 11 | Lagos   | 18 augustus 1990  | Afrika Cup 1992 kwalificatie                      | Nigeria − Togo | 3 − 0   |
| 12 | Lomé    | 27 januari 1991   | Afrika Cup 1992 kwalificatie                      | Togo − Nigeria | 0 − 0   |
| 13 | Lomé    | 22 september 2019 | African Championship of Nations 2020 kwalificatie | Togo − Nigeria | 4 − 1   |
| 14 | Lagos   | 19 oktober 2019   | African Championship of Nations 2020 kwalificatie | Nigeria − Togo | 2 − 0   |

## Samenvatting
| Competitie                                   | Totaal gespeeld | Winst Nigeria | Gelijk | Winst Togo | Doelsaldo Nigeria – Togo |
| -------------------------------------------- | --------------- | ------------- | ------ | ---------- | ------------------------ |
| Afrika Cup-kwalificatie                      | 6               | 3             | 2      | 1          | 10 − 4                   |
| African Championship of Nations-kwalificatie | 2               | 1             | 0      | 1          | 3 − 4                    |
| Afrikaanse Spelen                            | 1               | 0             | 0      | 1          | 1 − 2                    |
| Vriendschappelijk                            | 5               | 3             | 1      | 1          | 6 − 6                    |
| Totaal                                       | 14              | 7             | 3      | 4          | 20 − 16                  |

NFA · A-internationals · Selecties · Bondscoaches · Statistieken · Nigeriaans vrouwenelftal · Olympisch elftal · Nigeria U21 · Nigeria U20 · Nigeria U19 · Nigeria U18 · Nigeria U17
1950 – 1959 · 
1960 – 1969 · 
1970 – 1979 · 
1980 – 1989 · 
1990 – 1999 · 
2000 – 2009 · 
2010 – 2019 ·
2020 − 2029
CC 1995 · 
CC 2013
WK 1994 · 
WK 1998 · 
WK 2002 · 
WK 2010 · 
WK 2014 · 
WK 2018
OS 1968 · 
OS 1980 · 
OS 1988 · 
OS 1996 · 
OS 2000 · 
OS 2008 · 
OS 2016
1949 · 
1950 · 1951 · 1952 · 1953 · 1954 · 
1955 · 
1956 · 
1957 · 
1958 · 
1959 · 
1960 · 
1961 · 
1962 · 
1963 · 
1964 · 
1965 · 
1966 · 
1967 · 
1968 · 
1969 · 
1970 · 
1971 · 
1972 · 
1973 · 
1974 · 
1975 · 
1976 · 
1977 · 
1978 · 
1979 · 
1980 · 
1981 · 
1982 · 
1983 · 
1984 · 
1985 · 
1986 · 
1987 · 
1988 · 
1989 · 
1990 · 
1991 · 
1992 · 
1993 · 
1994 · 
1995 · 
1996 · 
1997 · 
1998 · 
1999 · 
2000 · 
2001 · 
2002 · 
2003 · 
2004 · 
2005 · 
2006 · 
2007 · 
2008 · 
2009 · 
2010 · 
2011 · 
2012 · 
2013 · 
2014 ·
2015 ·
2016 ·
2017 ·
2018 ·
2019 ·
2020 ·
2021 ·
2022
Algerije ·
Angola ·
Argentinië ·
Australië ·
Benin ·
Bosnië en Herzegovina ·
Botswana ·
Brazilië ·
Bulgarije ·
Burkina Faso ·
Burundi ·
Canada ·
Centraal-Afrikaanse Republiek ·
Colombia ·
Congo-Brazzaville ·
Congo-Kinshasa ·
Costa Rica ·
Denemarken ·
Duitsland ·
Ecuador ·
Egypte ·
Engeland ·
Equatoriaal-Guinea ·
Eritrea ·
Ethiopië ·
Frankrijk ·
Gabon ·
Gambia ·
Georgië ·
Ghana ·
Griekenland ·
Guinee ·
Guinee-Bissau ·
Ierland ·
IJsland ·
Indonesië ·
Iran ·
Italië ·
Ivoorkust ·
Jamaica ·
Japan ·
Joegoslavië ·
Jordanië ·
Kaapverdië · 
Kameroen ·
Kenia ·
Kroatië ·
Lesotho ·
Liberia ·
Libië ·
Luxemburg ·
Madagaskar ·
Malawi ·
Mali ·
Marokko ·
Mexico ·
Mozambique ·
Namibië ·
Nederland ·
Niger ·
Noord-Korea ·
Noord-Macedonië ·
Noorwegen ·
Oeganda ·
Oekraïne ·
Oezbekistan ·
Oostenrijk ·
Paraguay ·
Peru ·
Polen ·
Portugal ·
Roemenië ·
Rwanda ·
Saoedi-Arabië ·
Sao Tomé en Principe ·
Schotland ·
Senegal ·
Servië ·
Seychellen ·
Sierra Leone ·
Soedan ·
Spanje ·
Swaziland ·
Tahiti ·
Tanzania ·
Thailand ·
Togo ·
Tsjaad ·
Tsjechië ·
Tunesië ·
Uruguay ·
Venezuela ·
Verenigde Staten ·
Zambia ·
Zimbabwe ·
Zuid-Afrika ·
Zuid-Korea ·
Zweden ·
Zwitserland
Argentinië (2010) ·
Argentinië (2014) ·
Argentinië (2018) ·
Bosnië en Herzegovina (2014) ·
Burkina Faso (2013) ·
Frankrijk (2014) ·
Iran (2014) ·
IJsland (2018) ·
Kroatië (2018) ·
Zuid-Korea (2010)
FTF · Selecties · Togolees vrouwenelftal
1950 – 1959 · 
1960 – 1969 · 
1970 – 1979 · 
1980 – 1989 · 
1990 – 1999 · 
2000 – 2009 · 
2010 – 2019 ·
2020 − 2029
WK 2006
Algerije ·
Angola ·
Bahrein ·
Benin ·
Botswana ·
Bukina Faso ·
Centraal-Afrikaanse Republiek ·
Chili ·
Comoren ·
Congo-Bazzaville ·
Congo-Kinshasa ·
Denemarken ·
Djibouti ·
Egypte ·
Equatoriaal-Guinea ·
Ethiopië ·
Frankrijk ·
Gabon ·
Gambia ·
Ghana ·
Guinee ·
Guinee-Bissau ·
Iran ·
Ivoorkust ·
Japan ·
Kaapverdië ·
Kameroen ·
Kenia ·
Lesotho ·
Liberia ·
Libië ·
Liechtenstein ·
Luxemburg ·
Madagaskar ·
Malawi ·
Mali ·
Marokko ·
Mauritanië ·
Mauritius ·
Mozambique ·
Namibië ·
Niger ·
Nigeria ·
Oeganda ·
Oman ·
Paraguay ·
Rwanda ·
Sao Tomé en Principe ·
Saoedi-Arabië ·
Senegal ·
Sierra Leone ·
Soedan ·
Swaziland ·
Tsjaad ·
Tunesië ·
Verenigde Arabische Emiraten ·
Zambia ·
Zimbabwe ·
Zuid-Korea ·
Zuid-Soedan ·
Zwitserland
Frankrijk (2006) · 
Zuid-Korea (2006) · 
Zwitserland (2006)